# Swarland
Swarland – wieś w Anglii, w hrabstwie Northumberland, w dystrykcie (unitary authority) Northumberland. Leży 40 km na północ od miasta Newcastle upon Tyne i 437 km na północ od Londynu. W 1951 roku civil parish liczyła 368 mieszkańców.